# MUSSORGSKI
Toto je článek o polské kapele, další významy jsou uvedeny v rozcestníku Mussorgskij.
MUSSORGSKI je polská industrial/avant-garde/black metalová kapela založená v roce 1993 ve městě Perzów. Je pojmenována po ruském skladateli vážné hudby Modestu Petroviči Musorgském.
První demo Nazichrist vyšlo v roce 1991, první studiové album s názvem In Harmony with the Universe v roce 1995 u malé švýcarské firmy Morbid Madness Productions (byla to teprve druhá vydaná nahrávka této firmy). Poté se kapela rozpadla. Obnovila se v roce 2009 a o dva roky později vyšlo druhé album Chaos and Paranormal Divinity.

## Diskografie

### Dema
- Nazichrist (1991)
- The Bath in the X-Rays (1992)
- The Unholy Stories (1993)

### Studiová alba
- In Harmony with the Universe (1995)[1]
- Chaos and Paranormal Divinity (2011)